# 마린룩
마린룩(Marine Look)이란 바다와 관계되는 모티브를 활용한 매니시룩 패션이다.

## 개략
마린은 ‘바다’, ‘해군’을 뜻하는데 선원, 바다, 해병, 어부 등 바다와 관계되는 모티브를 활용한 패션이다. 마린룩은 매니시룩(남성적인 감각을 여성복에 도입하여 여성다운 감각으로 표현한 복장)에 속하며, 세일러룩(Sailor Look), 미디(미국 해군사관학교 학생)룩, 네이비룩(Navy Look), 프랑스어로는 마리니엘룩(Mariniere Look)이라고도 한다. 2009년 여름 아이돌 그룹 《소녀시대》 타이틀 곡 《소원을 말해봐》에서 핫 팬츠와 볼륨감이 느껴지는 피트된 상의 등 섹시 코드를 접목시킨 소녀시대의 마린룩이 여름 유행 코드를 잡게 되면서 큰 호응을 불러 일으켰다.

## 역사
마린룩은 19세기 제국주의 시대 유럽에서 민족주의 열풍을 타면서 보편화되기 시작했다. 19세기 중반 세계최고의 해군전력을 보유하고 있던 영국해군이 제식군복을 ‘세일러 수트(Sailor Suit)’를 채택하면서, 처음 알려지기 시작한다. 영국해군을 큰 자부심으로 여기고 있던 영국 국민들이 아동복으로 제작하게 되면서 큰 유행을 불러일으키게 된다. 이어서 프랑스에서 이 수트를 여성이 입을 수 있도록 제작되면서 유럽 전역에 선풍적인 인기를 끌게 된다. 그 당시 유럽문화를 왕성하게 받아들이고 있던 일본에서 19세기말 일본해군복으로 세일러룩을 채택하고, 이어 20세기 초 일본 고등학교에 보급되면서 일본교복문화의 새로운 장을 열게 된다. 이어 차차 아시아 전역으로 퍼지게 되면서 전 세계적으로 큰 인기를 모으게 된다. 이후 겨울에도 충분히 입을 수 있는 패션이지만 마린룩 특유의 시원한 색상과 바다를 연상시키는 이미지로 인해 여름을 대표하는 스타일이 되었다.

## 스타일
마린룩에서 제일 중요한 요소는 스트라이프 패턴이다. 마린룩의 스트라이프에는 똑같은 폭으로 흰색과 네이비블루가 교대로 배열된 마린 스트라이프(Marine Stripe), 가느다란 폭의 파이러츠 스트라이프(Pirates Stripe), 곤돌라의 뱃사공이 입고 있는 것에 유래된 굵은 터치의 곤돌라 스트라이프(Gondola Stripe) 등이 있다. 마린룩의 색은 바다와 어울리는 색이라는 의미를 갖는 마린 컬러(Marine Color)라는 것이 있다. 이는 흰색, 청색, 적색의 트리컬러를 가리킨다.

## 종류 및 응용 아이템
마린룩의 종류로는 로맨틱 마린(Romantic Marine), 파이러츠 마린(Pirates Marine), 스포츠 마린(Sports Marine), 워크 마린(Work Marine), 시티 마린(City Marine), 마린 캐주얼(Marine Casual), 레가타 룩(Regatta Look) 등이 있다. 기본적인 응용 아이템으로는 마린 베레모, 마린 셔츠, 세일러 톱, 네이비 블루종, 세일러 팬츠, 금속단추, 해군 엠블렘 등이 있다.